# 獨立區 (比爾卡斯瓦曼省)
13°54′28″S 73°51′47″W / 13.9079°S 73.8631°W
獨立區（西班牙語：Distrito de Independencia），是秘魯的一個區，位於該國中南部阿亞庫喬大區的比爾卡斯瓦曼省，始建於1986年3月12日，面積85.3平方公里，海拔高度2,950米，2005年人口2,118，人口密度每平方公里25人。